# Ceromya speciosa
Ceromya speciosa är en tvåvingeart som först beskrevs av Louis-Paul Mesnil 1954.  Ceromya speciosa ingår i släktet Ceromya och familjen parasitflugor. Inga underarter finns listade i Catalogue of Life.